# Hinrich Koep
Hinrich Koep (* im 16. Jahrhundert in Hamburg; † 1586 ebenda) war ein Hamburger Oberalter.

## Familie
Sein Vater und sein Großvater hießen Johann Koep. Sein Vater war 1527 und 1530 Jurat an Sankt Petri und von 1533 bis 1542 Ältermann der Hamburger Flanderfahrer-Gesellschaft und hinterließ in seinem Testament eine Summe für die Armen in Hamburg, welche im Jahr 1843 in der Stiftung seines Enkels aufging. Hinrich Koep war mit Margaretha Berendes verheiratet. Von seinen Kindern wurde Hinrich († 1612) im Jahr 1586 Pastor in Altenwalde und 1587 Prediger an Sankt Maria-Magdalenen in Hamburg. Der Sohn Johann († 1611) wurde 1606 Oberalter im Kirchspiel Sankt Nikolai.

## Leben
Koep wurde im Jahr 1561 zum Juraten an Sankt Petri gewählt. 1565 wurde er Leichnamsgeschworener und 1566, als Nachfolger des verstorbenen Lucas Beckmann († 1565), zum Oberalten im Kirchspiel Sankt Petri gewählt. 1569 wurde er Kämmereibürger. In den Jahren 1568 und 1580 war er zudem Präses des Kollegiums der Oberalten.
Er hinterließ in seinem Testament einen Geldbetrag, von dem die Zinsen für gute Zwecke verwendet werden sollten und 1864 mit der Stiftung seines Sohnes Johann zusammengelegt wurde.